# Piñon
Piñon è un census-designated place (CDP) degli Stati Uniti d'America della contea di Otero nello Stato del Nuovo Messico. La popolazione era di 25 abitanti al censimento del 2010. La città si trova nell'habitat degli arbusti pinon-ginepro. Si trova all'incrocio tra la NM Route 24 e la NM Route 506. L'ufficio postale di Piñon è stato inaugurato nel 1907. Nel 2014, Piñon è stata classificata come la città politicamente più conservatrice del Nuovo Messico.
L'area è arida ed è soggetta a incendi boschivi. Nel giugno 2011, il fulmine Gage Fire bruciò 1385 acri proprio a ovest della città.

## Geografia fisica
Secondo lo United States Census Bureau, il CDP ha una superficie totale di 13,39 km², dei quali 13,37 km² di territorio e 0,01 km² di acque interne (0,08% del totale).

## Storia
L'area fu originariamente colonizzata dal popolo agricolo e cacciatore Jornada Mogollon circa 200 e.v. la cui sovranità terminò con l'afflusso degli Apache e di altri razziatori delle pianure intorno al 1450. La città prese questo nome nel 1907 dal maestro locale John W. Nations che prese spunto da i pini cembro nella zona.

## Società

### Evoluzione demografica
Secondo il censimento del 2010, la popolazione era di 25 abitanti.

### Etnie e minoranze straniere
Secondo il censimento del 2010, la composizione etnica del CDP era formata dal 100% di bianchi, lo 0% di afroamericani, lo 0% di nativi americani, lo 0% di asiatici, lo 0% di oceanici, lo 0% di altre razze, e lo 0% di due o più etnie. Ispanici o latinos di qualunque razza erano l'8% della popolazione.